# Vladímir Vasíliev (bailarín)

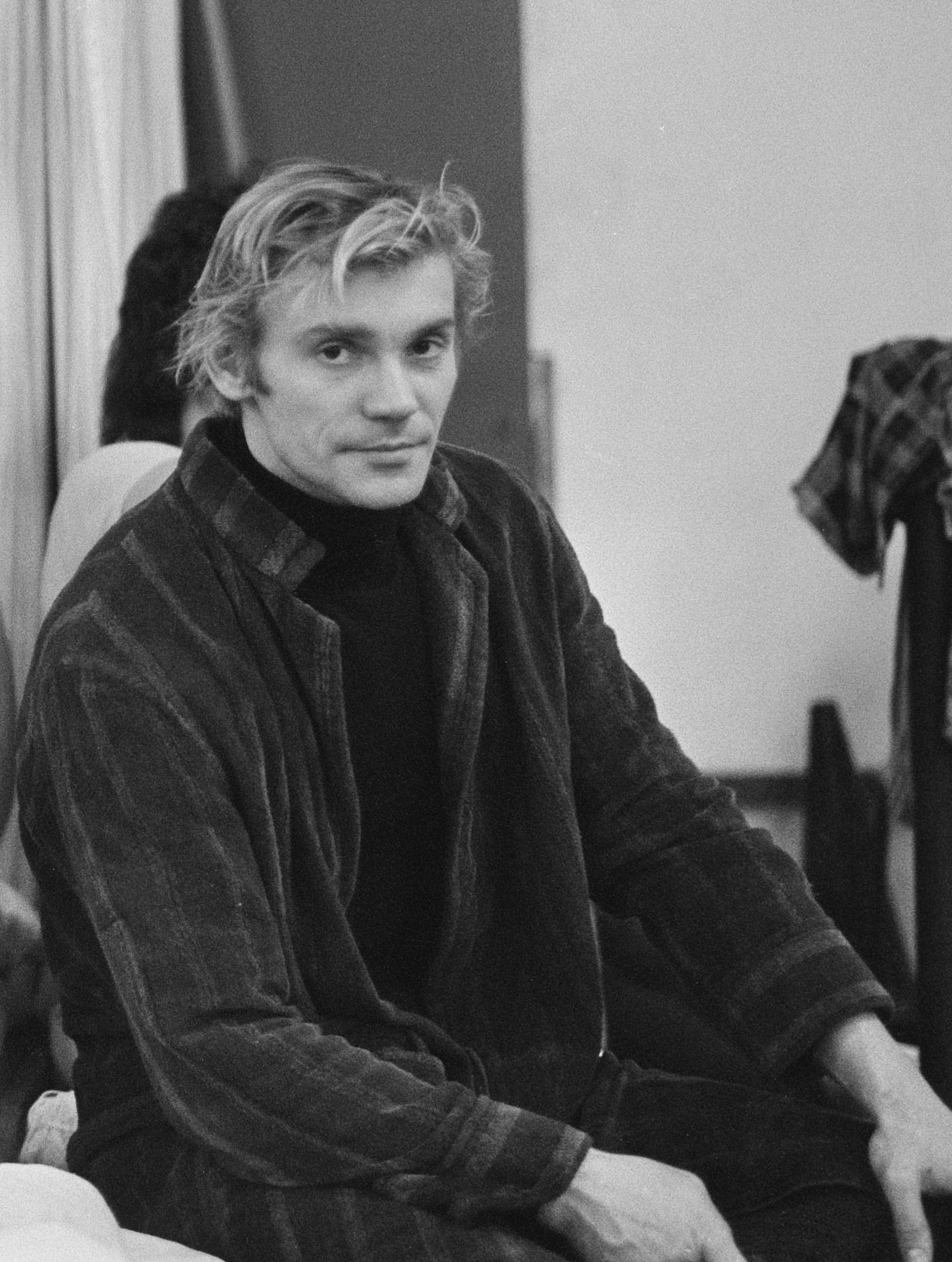
Vladímir Vasíliev, 1972

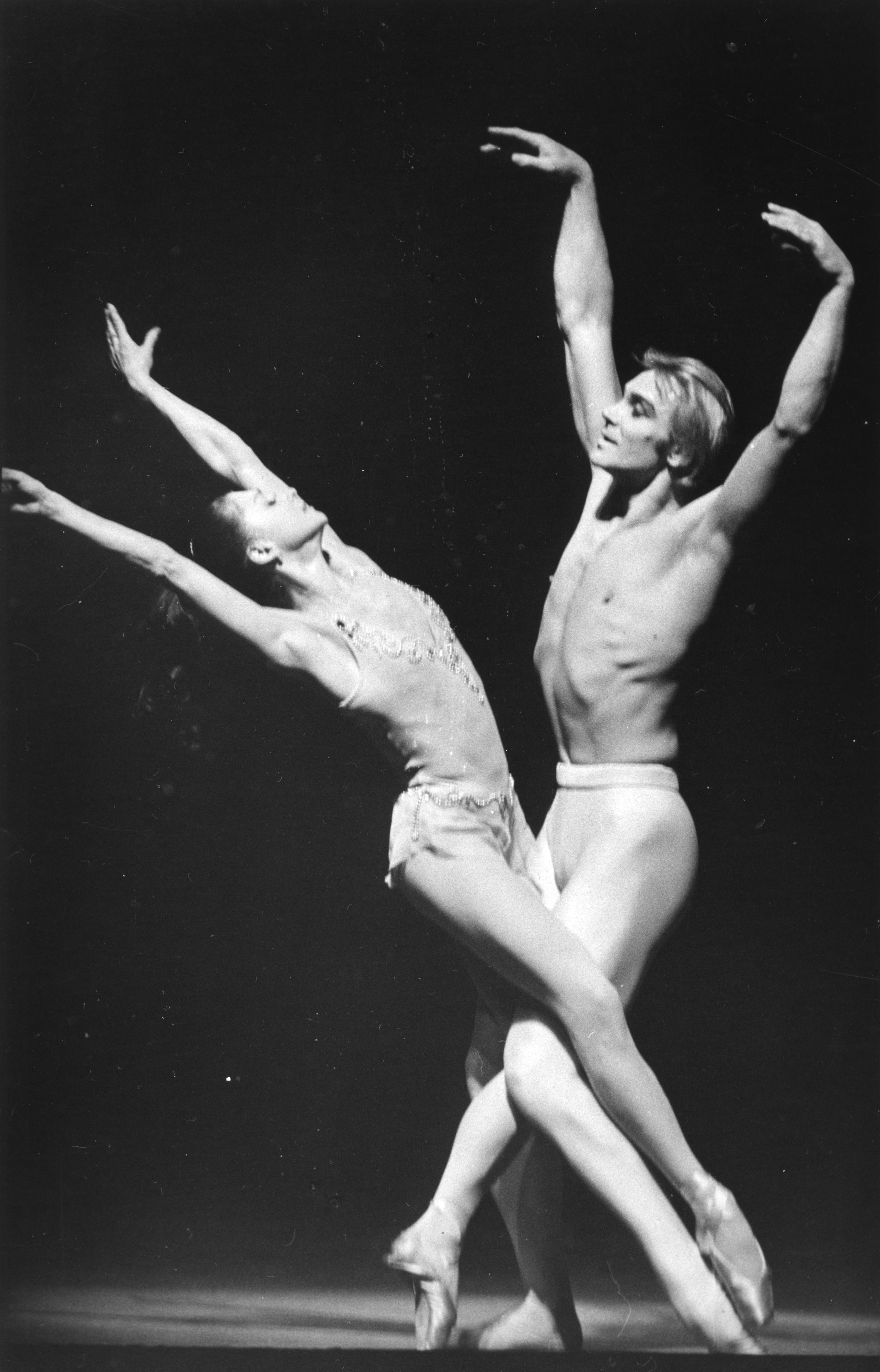

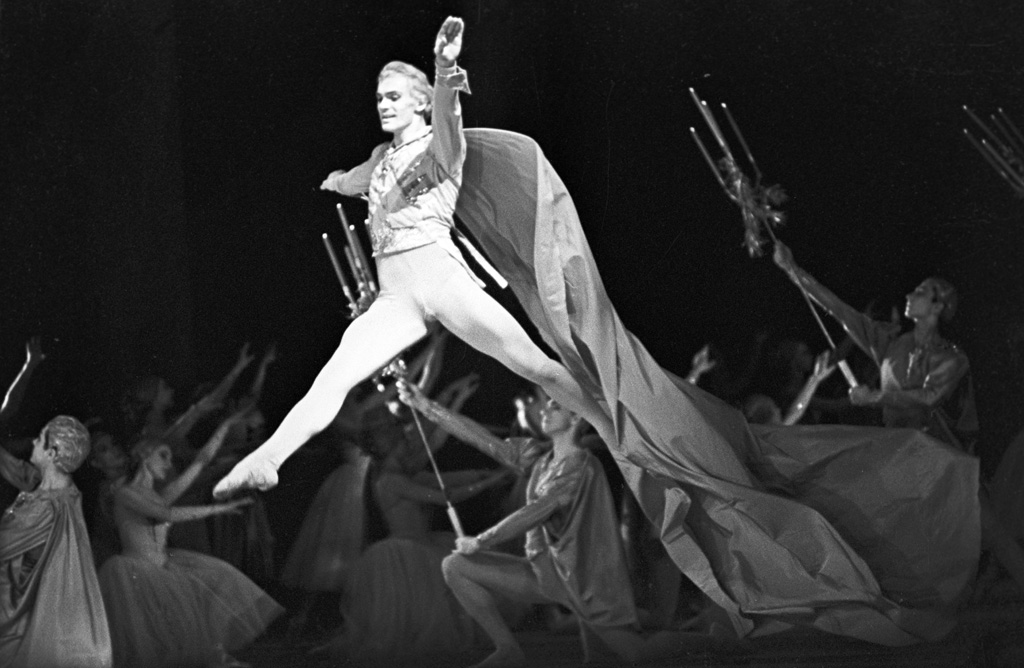

Vladímir Vasíliev Влади́мир Васи́льев (Moscú, 18 de abril de 1940) es un bailarín de ballet ruso. Junto a Rudolf Nuréyev y Mijaíl Barýshnikov formó la tríada de estrellas del ballet ruso masculino entre 1960 y 1980. No está relacionado con el bailarín Iván Vasílev, aunque ambos son los más grandes exponentes del papel de Espartaco.
No está relacionado con el instructor de artes marciales Vladímir Vasíliev ni con el escritor ucraniano Vladímir Vasílyev ni el político ruso ni con el remero ruso o el científico ruso del mismo nombre.

## Biografía
Vladímir Vasíliev nació en Moscú el 18 de abril de 1940, entró a los 9 años y se graduó en la Escuela de Ballet de Moscú en 1958 y fue primer bailarín para el Ballet del Teatro Bolshói desde 1959. Ese año fue elegido por Galina Ulánova como partenaire en su despedida en Chopiniana.
Junto a su esposa, la célebre bailarina Yekaterina Maksímova (1939-2009), con quien se casó en 1961 conformaron la pareja favorita del Bolshói. moscovita de la década del 60 y 70.
Técnico y virtuoso de la danza clásica (El lago de los cisnes; Espartaco; Iván el Terrible), estrenó su versión de Petrushka de Maurice Béjart (1977) y destacó asimismo como coreógrafo (Ícaro, 1971; Macbeth, 1980; Romeo y Julieta, 1990), antes de dirigir el teatro Bolshói de Moscú desde 1995 a 2000. Preside la Fundación Galina Ulánova y la Escuela del Bolshói en Brasil.
Forma parte del Ballet Nacional de Lituania.
Es además poeta, actor y pintor, en este rubro ha realizado más de treinta exposiciones. 

## Premios y honores
- 1959 : Festival de la jeunesse, Viena[10]
- 1964 - Gran Premio en el Concurso Internacional de Ballet en Varna[11]
- Prix Nijinski : 1964
- Prix Komsomol : 1968
- Premio Lénin : 1970
- Orden de Lenin: 1976
- Turandot de cristal : 1991
- Ordre national du Mérite : 1999
- Médaille Picasso de l'UNESCO : 2000
- Ordre du Mérite pour la Patrie : 2000, 2008
- Ordre national de la Croix du Sud : 2004
- USSR State Prize,
- Russian State Prize
- Order "For Merit to the Fatherland"
- Orden de Rio Branco

## Filmografía
- 1959 - The Stone Flower - Valery Gorbatsevich - Ekaterina Maximova, Vladimir Vasiliev
- 1960 - The Little Humpbacked Horse - Maya Plisetskaya, Vladimir Vasiliev, Bolshoi Ballet
- 1970 - Spartacus (Bolshoi Ballet) - Vladimir Vasiliev, Ekaterina Maximova, Marius Liepa, Nina Timofeyeva
- 1974 - Romeo & Juliet (Bolshoi Ballet)- Ekaterina Maximova, Vladimir Vasiliev
- 1980 - Giselle - Alicia Alonso, Vladimir Vasiliev, Ballet de Cuba, Aurora Bosch
- 1982 - Anyuta - Alexandr Belinsky -Ekaterina Maksimova, Vladimir Vasiliev, Gali Abaydulov
- 1985 - Prokófiev- Trapecio - Fragmentos de una biografía (tangos)
- 1986 - Fuete
- 1990 - God of Dance[12]
- 1988 - Katia et Volodia : A Portrait in Dance -  Ekaterina Maximova y Vladimir Vasiliev, de Dominique Delouche, 58 min[13][14]
- 2005 - Macbeth ballet - coreografía, libreto y escena de Vladimir Vasiliev.ISBN: 9780769786681 ISBN: 0769786685